# 亚拉巴马州参议院
亚拉巴马州参议院（英語：Alabama State Senate）是美国亚拉巴马州议会的上議院，共有35名议员，每届任期4年。参议院议长由副州長兼任，議長不在時則由臨時議長主持議事；现任议长为共和黨籍的威爾·安斯沃思。